# 주좌거
주좌거(周左車, ? ~ ?) 또는 주순(周荀)은 전한 전기의 제후로, 개국공신 주창의 손자이다.

## 행적
경제 중원년(기원전 148년) 또는 중2년(기원전 147년), 안양후(安陽侯)에 봉해져 가문을 이었다.
건원 원년(기원전 140년), 죄를 지어 작위가 박탈되었다.

## 출전
- 사마천, 《사기》 권18 고조공신후자연표

| 선대 유발 | 전한의 안양후 기원전 148년? 147년? ~ 기원전 140년 | 후대 (120년 후) 안양경후 왕음 |